# Прича о играчкама 2
Прича о играчкама 2 (енгл. Toy Story 2) је амерички компјутерски-анимирани филм студија Пиксар у режији Џона Ласетера из 1999. Представља други филм серијала Прича о играчкама.
Филм је остварио велики комерцијални успех и наишао је на позитиван пријем код критичара, а често га наводе као један од ретких филмских наставака који је надмашио свог претходника.
Српску синхронизацију је 2010. радио студио Лаудворкс.

## Радња
Након што једном колекционару играчака полази за руком да украде Вудија, Баз Светлосни и остале Ендијеве играчке одлучују да га удруженим снагама врате кући. Док покушавају да га нађу, колекционар планира да Вудија са осталим играчкама из исте колекције прода музеју у Токију. Играчке у колекционарској радњи са нестрпљењем чекају да буду продате и убеђују Вудија да им се придружи јер ће га Енди свакако одбацити када одрасте.

## Улоге
| Улога                      | Енглески глас                           | Српски глас                                              |
| -------------------------- | --------------------------------------- | -------------------------------------------------------- |
| Вуди                       | Том Хенкс                               | Гордан Кичић                                             |
| Баз Светлосни              | Тим Ален                                | Драгољуб Љубичић                                         |
| Џеси                       | Џоун Кјузак                             | Јелена Стојиљковић                                       |
| Слинки                     | Џим Варни                               | Бранко Јеринић                                           |
| Господин Кромпироглави     | Дон Риклс                               | Бранислав Платиша                                        |
| Госпођа Кромпироглава      | Естел Харис                             | Нада Блам                                                |
| Хем                        | Џон Ратзенбергер                        | Дубравко Јовановић                                       |
| Рекс                       | Волас Шон                               | Лазар Дубовац                                            |
| Бо Пип                     | Ени Потс                                | Јелена Хелц                                              |
| Наредник                   | Р. Ли Ерми                              | Предраг Ђорђевић                                         |
| Енди                       | Џон Морис                               | Никола Тодоровић                                         |
| Ванземаљци                 | Деби Дерибери Џеф Пиџон                 | Милан Антонић                                            |
| Гђа Дејвис                 | Лори Меткалф                            | Андријана Оливерић                                       |
| Ал                         | Вејн Најт                               | Димитрије Илић                                           |
| Барби                      | Џоди Бенсон                             | Андријана Оливерић                                       |
| Луткар Гери                | Џонатан Харис                           | Милан Антонић                                            |
| Пит Смрда                  | Килси Грамер                            | Небојша Кундачина                                        |
| Најављивач Вудијеве серије | Кори Бартон                             | Синиша Убовић                                            |
| Зли император Зург         | Ендру Стантон                           | Синиша Убовић                                            |
| Сквики                     | Џо Ранфт (дијалози) Роберт Гуле (песме) | Милан Михаиловић (дијалози) Александар Новаковић (песме) |
| Док волела је мене         | Сара Маклахлан                          | Бојана Стоименов                                         |